# 독일소녀동맹

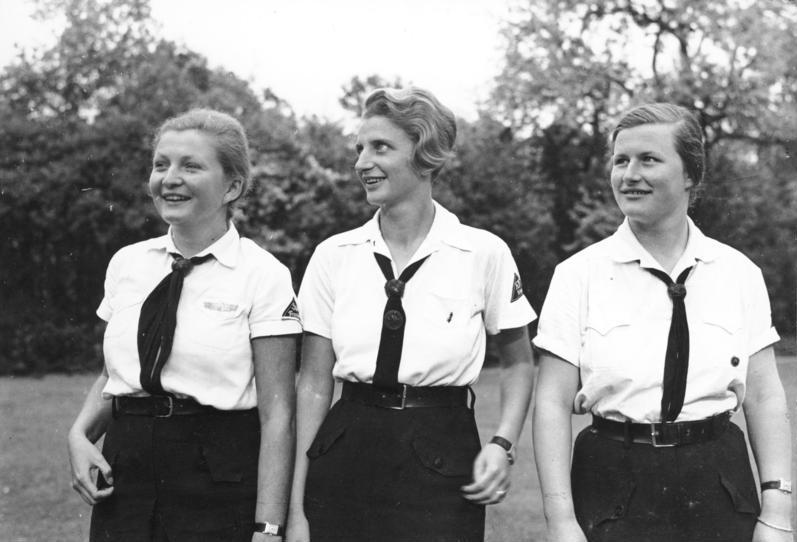
1935년의 독일소녀동맹 단원

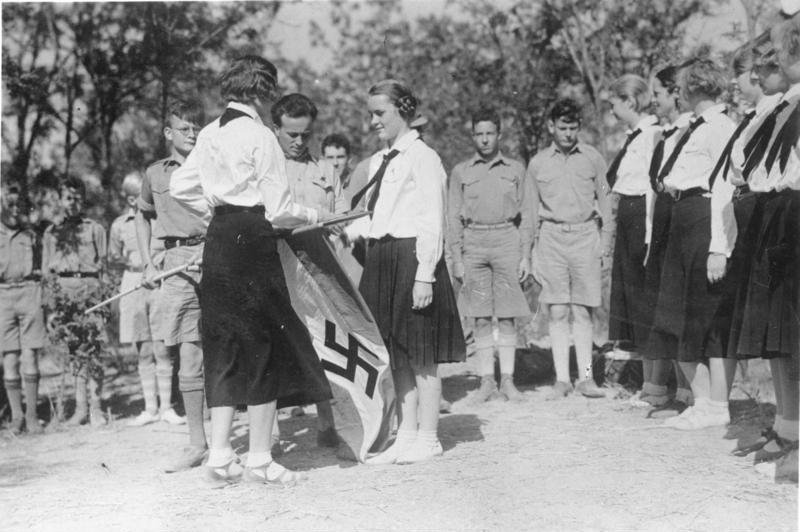
1935년, 중국에서 촬영된 히틀러 청소년단과 독일소녀동맹의 단원

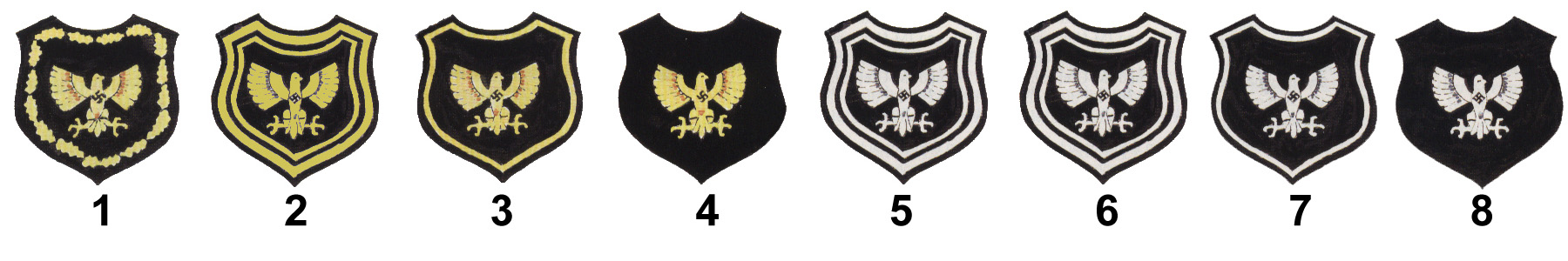
독일소녀동맹 단원들의 뱃지

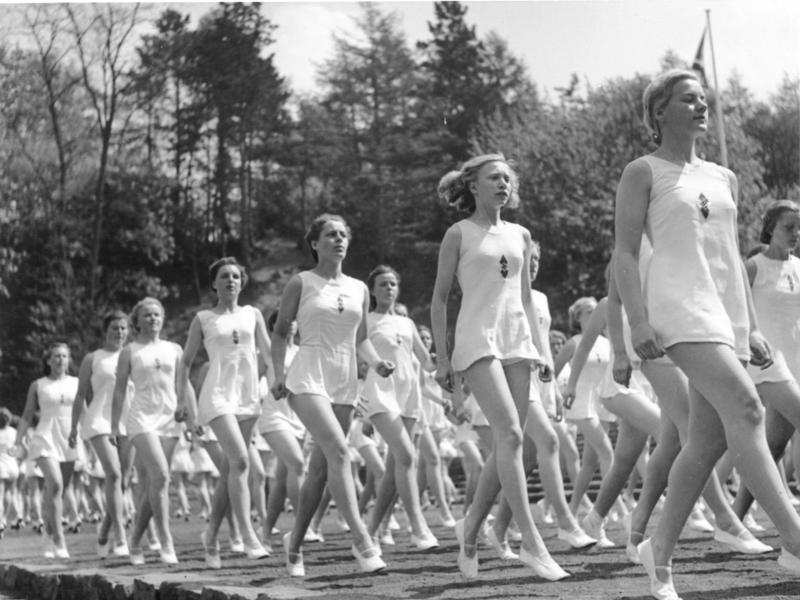
1941년, 독일소녀동맹 단원들의 야외 퍼포먼스

독일소녀동맹(독일어: Bund Deutscher Mädel, BDM)은 국가사회주의 독일 노동자당의 청년 조직 중, 여성 조직이다. 히틀러 청소년단에 포함되었고 제 2차 세계대전당시 독일 국방군을 지원하기도 하였으며, 1930년 설립되었다. 독일소녀동맹에서는 두가지의 분파가 있었는데, 10 ~ 14세의 단원들이 있는 청소녀동맹과, 17 ~ 21세의 단원들이 있는 BDM (직역하면 "아름다움과 믿음") 이 있었다. 독일소녀동맹은 1945년 10월 10일, 다른 나치당의 산하조직과 함께 해산되었으며, 현재는 반나치법안에 의거하여, 독일 내에서 독일소녀동맹의 엠블럼을 사용하는 것은 법률적으로 금지되어 있다.

## 활동
독일소녀동맹은 낭만주의, 여름 야영, 전통 사상, 스포츠 등을 소녀들에게 교육시키고 훈련시켜, 나치즘 체제에 적응시키려 하였으며, 자신들이 독일 사회의 아내, 어머니, 주부가 될것임을 강조하고 이에 따라 훈련하였다. 또한 토요일마다 야외 운동, 체육 훈련을 하였으며, 이런 훈련들을 통해, 나치 독일의 소녀들을 건강하게 유지시키는 것을 목적으로 하였으며, 이는 그들이 독일과 독일의 국민들을 지탱해 줄 것이라 생각하였기 때문이다. 이들은 독일소녀동맹의 단원들에게, 호르스트 베셀의 노래를 가르치고, 히틀러 청소년단의 순교자에 대한 이야기, 독일의 역사와 문화에 대해 가르쳤다. 야외 교육으로는, 트래킹, 높이 뛰기, 체조, 야외 행진, 수영 등을 가르쳤다.

## 같이 보기
- 히틀러 청소년단
- 독일소년단
- 민족사회주의여성동맹
- 민족사회주의 독일 학생동맹